# Xercès Louis
Xercès Louis (Sainte-Marie, 1926. október 31. – Champclauson, 1978.) francia válogatott labdarúgó, edző.